# أوجين بورجوازي
أوجين بورجوازي (بالفرنسية: Eugène Bourgeois) هو كاتب مسرحي فرنسي، ولد في 12 مارس 1818 في مورلي (فرنسا) في فرنسا، وتوفي في 28 أغسطس 1847 في Taulé ‏ في فرنسا.